# Jimmy C. Newman
Jimmy Yves Newman, plus connu sous son nom de scène "Jimmy C. Newman", était un chanteur et guitariste de musique country et de musique cadienne.

## Biographie
Jimmy Yves Newman est né à High Point, près de la ville de Mamou, dans la paroisse d'Evangeline, en Louisiane le 27 août 1927, et mort à Nashville (Tennessee), le 21 juin 2014.
Il faisait partie de la troupe du Grand Ole Opry depuis 1956.
Jimmy C. Newman est probablement l'un des musiciens cadiens parmi les plus connus et les plus reconnus. La majeure partie de sa carrière s'est néanmoins déroulée à Nashville, et elle a été fortement dirigée par sa passion pour la musique country.

## Prix et distinctions
- En 1956, Jimmy C. Newman est devenu membre de la troupe du Grand Ole Opry.
- En 1976, sa chanson Lâche pas la patate, publiée en 1974 sur l'album, Jimmy Newman sings Cajun se vendit à 200 000 exemplaires au Canada[4].
- En 1991, Jimmy C. Newman and Cajun Country furent nommés aux Grammy Awards pour l'album Alligator Man[5].
- Le 12 mars 2000, Jimmy C. Newman a été élu au Temple de la renommée de la musique country (Country Music Hall of Fame).
- En octobre 2004, Jimmy C. Newman a été élu au Temple de la renommée de la musique cadienne[6].
- En 2006, Jimmy C. Newman est devenu membre du groupe d'élite qui a collaboré pendant plus de cinquante ans avec le Grand Ole Opry.
- En 2009, Jimmy C. Newman a été élu au Temple de la renommée de la Musique de Louisiane[3].

## Discographie

### Albums
| Année | Album                           | Classement US Country | Label        |
| ----- | ------------------------------- | --------------------- | ------------ |
| 1959  | This Is Jimmy Newman            | —                     | MGM          |
| 1962  | Jimmy Newman                    | —                     | Decca        |
| 1963  | Folk Songs of the Bayou Country | —                     | Decca        |
| 1966  | Artificial Rose                 | 10                    | Decca        |
| 1966  | Sings Country Songs             | —                     | Decca        |
| 1967  | The World of Country Music      | —                     | Decca        |
| 1968  | The Jimmy Newman Way            | —                     | Decca        |
| 1968  | Born to Love You                | 42                    | Decca        |
| 1969  | The Jimmy Newman Style          | —                     | Decca        |
| 1970  | Country Time                    | —                     | Decca        |
| 1974  | Sings Cajun                     | —                     | La Louisiane |
| 1976  | Progressive Country             | —                     | Plantation   |
| 1976  | Greatest Hits                   | —                     | Plantation   |
| 1978  | Cajun Cowboy                    | —                     | Plantation   |
| 1979  | Happy Cajun                     | —                     | Plantation   |
| 1981  | Cajun Country                   | —                     | Delta        |

### Singles
| Année | Single                                           | Classement US Country | Album                      |
| ----- | ------------------------------------------------ | --------------------- | -------------------------- |
| 1954  | "Cry, Cry, Darling"                              | 4                     | —                          |
| 1954  | "Night Time Is Cry Time"                         | —                     | —                          |
| 1954  | "Your True and Faithful One"                     | —                     | —                          |
| 1955  | "Daydreamin'"                                    | 7                     | —                          |
| 1955  | "Blue Darlin'"                                   | 7                     | —                          |
| 1956  | "God Was So Good"                                | 9                     | —                          |
| 1956  | "Seasons of My Heart"                            | 9                     | —                          |
| 1956  | "Come Back to Me"                                | 13                    | —                          |
| 1956  | "Honky Tonk Tears"                               | —                     | —                          |
| 1957  | "I've Got You On My Mind"                        | —                     | —                          |
| 1957  | "A Fallen Star"A                                 | 2                     | —                          |
| 1957  | "Need Me"                                        | —                     | —                          |
| 1958  | "Step Aside Shallow Water Let the Deep Sea Roll" | —                     | —                          |
| 1958  | "Bop-a-Hula"                                     | —                     | —                          |
| 1958  | "You're Makin' a Fool Out of Me"                 | 7                     | This Is Jimmy Newman       |
| 1959  | "So Soon"                                        | 19                    | This Is Jimmy Newman       |
| 1959  | "Lonely Girl"                                    | 30                    | This Is Jimmy Newman       |
| 1959  | "Grin and Bear It"                               | 9                     | —                          |
| 1959  | "Walkin' Down the Road"                          | 29                    | —                          |
| 1960  | "I Miss You Already"                             | 21                    | —                          |
| 1960  | "A Lovely Work of Art"                           | 6                     | —                          |
| 1960  | "Wanting You with Me Tonight"                    | 11                    | —                          |
| 1961  | "Everybody's Dying for Love"                     | 14                    | Jimmy Newman               |
| 1961  | "Big Mamou"                                      | —                     | Jimmy Newman               |
| 1962  | "Alligator Man"                                  | 22                    | Jimmy Newman               |
| 1962  | "Of All the Things (You Left)"                   | —                     | —                          |
| 1962  | "After Dark Affair"                              | —                     | —                          |
| 1963  | "Bayou Talk"                                     | 12                    | —                          |
| 1963  | "Everything"                                     | —                     | —                          |
| 1964  | "D.J. for a Day"                                 | 9                     | —                          |
| 1964  | "Angel on Leave"                                 | 34                    | —                          |
| 1964  | "Summer Skies and Golden Sands"                  | 34                    | —                          |
| 1964  | "You're Still On My Mind"                        | —                     | —                          |
| 1965  | "City of the Angels"                             | 37                    | Artificial Rose            |
| 1965  | "Back in Circulation"                            | 13                    | Artificial Rose            |
| 1965  | "Artificial Rose"                                | 8                     | Artificial Rose            |
| 1966  | "Back Pocket Money"                              | 10                    | Sings Country Songs        |
| 1966  | "Bring Your Heart Home"                          | 25                    | Sings Country Songs        |
| 1967  | "Dropping Out of Sight"                          | 32                    | The World of Country Music |
| 1967  | "Louisiana Saturday Night"                       | 24                    | The Jimmy Newman Way       |
| 1967  | "Blue Lonely Winter"                             | 11                    | The Jimmy Newman Way       |
| 1968  | "Sunshine and Bluebirds"                         | 47                    | Born to Love You           |
| 1968  | "Born to Love You"B                              | 20                    | Born to Love You           |
| 1969  | "Future Farmers of America"                      | —                     | —                          |
| 1969  | "Boo Dan"                                        | 31                    | The Jimmy Newman Style     |
| 1969  | "Three"                                          | —                     | The Jimmy Newman Style     |
| 1970  | "Foolishly"                                      | —                     | Country Time               |
| 1970  | "Washington, DC"                                 | —                     | Country Time               |
| 1970  | "I'm Holding Your Memory (But He's Holding You)" | 65                    | —                          |
| 1971  | "Is It Really Over"                              | —                     | —                          |
| 1972  | "Secret Love"                                    | —                     | —                          |
| 1972  | "Not as a Sweetheart (Just as a Friend)"         | —                     | —                          |
| 1972  | "Wild Rose"                                      | —                     | —                          |
| 1973  | "Kind of Love I Can't Forget"                    | —                     | —                          |
| 1973  | "Just Once More"                                 | —                     | —                          |
| 1974  | "Potato Songs"                                   | —                     | Sings Cajun                |
| 1974  | "Go Go Song"                                     | —                     | —                          |
| 1978  | "Happy Cajun"                                    | —                     | Happy Cajun                |
| 1979  | "Sugar Bee"                                      | —                     | Happy Cajun                |
| 1979  | "Sweet Suzannah"                                 | —                     | Happy Cajun                |
| 1980  | "Cotton Eyed Joe"                                | —                     | —                          |
| 1981  | "Louisiana"                                      | —                     | Cajun Country              |
| 1982  | "All My Cloudy Days Are Gone"                    | —                     | —                          |
| 1983  | "Wondering"                                      | —                     | —                          |
| 1984  | "Passe par tout"                                 | —                     | —                          |
| 1987  | "Laissez les bons temps Rouler"                  | —                     | —                          |

- A"A Fallen Star" est monté jusqu'au 23e rang sur le palmarès Hot 100 de Billboard.
- B"Born to Love You" est monté jusqu'au 35e rang sur le palmarès country RPM au Canada.